# Krzyż Waleczności (Brazylia)
Krzyż Waleczności (port. Cruz de Bravura) – trzecie w hierarchii ważności brazylijskie wojskowe odznaczenie, ustanowione 10 kwietnia 1945.
Krzyż ten przeznaczony jest dla członków Brazylijskich Sił Powietrznych, zarówno czynnych jak i w stanie spoczynku, którzy wyróżnili się aktami wyjątkowej waleczności.
Dotychczas krzyż ten otrzymało pięć osób, które zginęły w ataku na siły wroga podczas kampanii włoskiej w czasie II wojny światowej.
W brazylijskiej kolejności starszeństwa odznaczeń krzyż zajmuje miejsce bezpośrednio po Krzyżu Bojowy, a przed Medalem „Krew Brazylii”.